# Isondes
Els isondes (en llatí: Isondae, en grec antic: Ἰσόνδαι) van ser un poble del Caucas esmentat per Claudi Ptolemeu que els situa a la Sarmàcia asiàtica. Vivien probablement a la vall del Terek o el Kumà o al Lezgistan, a l'oest de la mar Càspia.